# 1097-й пушечный артиллерийский полк
1097-й пу́шечный артиллери́йский полк — воинское соединение Вооружённых сил СССР, созданное во время Великой Отечественной войны. Был сформирован в феврале-марте 1942 года в деревне Табанлыкуль Буздякского района Башкирской АССР. Как самостоятельное подразделение на фронте действовал с 20 июня 1942 года по 5 июля 1944 года, далее в составе 161-й пушечно-артиллерийской бригады. Участвовал в битве под Москвой.

## История
Полк был сформирован на базе 120-го миномётного полка Резерва Верховного Главнокомандования. Комплектовался личным составом за счёт запасных формирований, располагавшихся в Башкирской АССР. Одновременно с 1097-м в республике шло формирование 1098-го пушечного артиллерийского полка в селе Буздяк. Одновременное формирование двух пушечных артиллерийских полков в республике оказалось возможным, так как здесь были мобилизационные ресурсы — артиллеристы, находившиеся в запасе и имеющие военно-учётные специальности.
В мае 1942 года полк получил 12 гаубиц-пушек с Молотовского завода (с Мотовилихи) образца 1937 года. В течение четырёх месяцев полк усиленно готовился к будущим боям с противником.

15 июля 1942 года по распоряжению командующего артиллерией Южно-Уральского военного округа полк выехал в город Подольск Московской области. Полк прибыл на линию обороны в районе Варшавского и Малоярославского шоссе. По распоряжению коменданта Московской зоны обороны вместе с 1095-м, 1096-м пап 1097-й пап поступает в состав частей 156-го укрепрайона. 1097-й пушечно-артиллерийский полк прикрывал направление шоссе Малоярославец-Серпухов,Серпухов-Подольск. 
Основные задачи: борьба с мотомеханизированными частями, артиллерией и крупными скоплениями пехоты противника на дальних и ближних подступах к переднему краю УР.
В 1942 году советская артиллерия получила 76-миллиметровую пушку ЗИС-3, чьи подкалиберные и бронепрожигающие снаряды позволили с большей эффективностью расправляться с танками противника, уничтожать его дзоты и др.объекты. Массированный пушечный и минометный огонь осуществлялся не только при прорыве неприятельских позиций, но сопровождал и поддерживал рывок пехоты и танков Красной Армии в глубину обороны противника. Артиллерийские части придавались ударным соединениям, танковым армиям и кавалерийским корпусам накануне крупных наступательных операций.

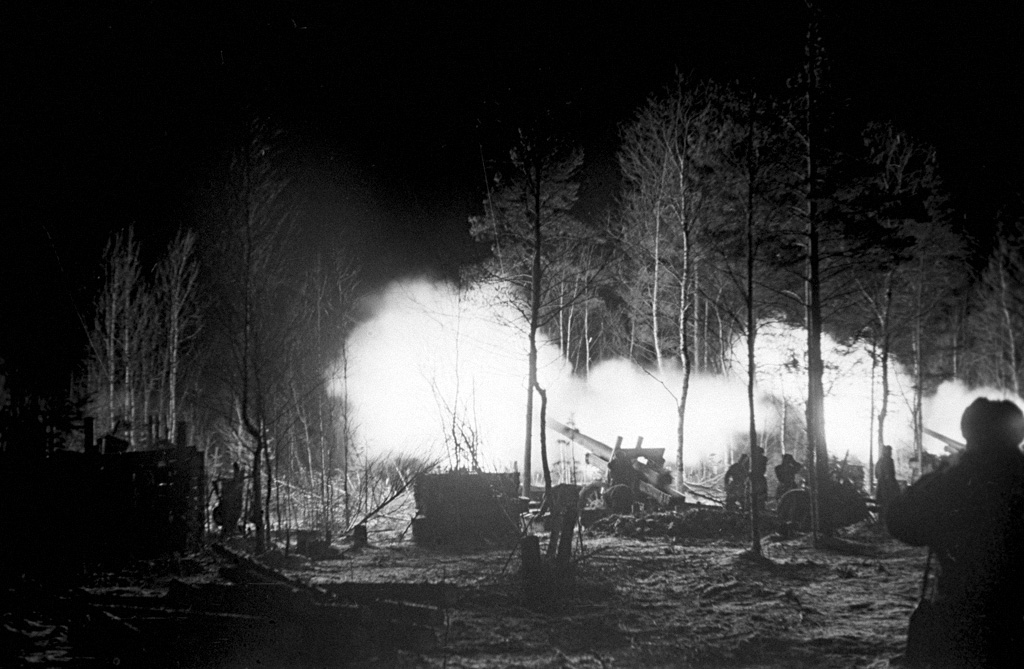
Наступление под Ленинградом. Советская артиллерия в действии. 1944 год

4 января 1943 года согласно устному приказу командующего артиллерией Московской зоны обороны 1097-й пап убыл Волховский фронт. Маршрут полка: Москва — Ярославль — Вологда — Тихвин — Волхов — Войбокало.
13 января по приказу командующего артиллерией 2-й ударной армии полк был направлен в район Апраксина городка. С ноября 1942 года по предложению командования Ленинградского фронта шла подготовка к операции «Искра». Перед войсками Ленинградского и Волховского фронтов была поставлена задача прорвать блокаду Ленинграда и разгромить группировку противника в районе Мги и обеспечить прочную железнодорожную связь Ленинграда со страной. Наступление началось 12 января ночью с массированного удара советской авиации по позициям противника.
14 января 1943 года 1097-й пушечный артиллерийский полк поддерживал огнем 80-ю стрелковую дивизию, обеспечивавшей фланг наступающей группировки. До 17 января шли затяжные ожесточённые бои.
17 января полк перешёл в распоряжение начальника артиллерии 265-й стрелковой дивизии (в составе 8-й армии) и в течение дня вёл артиллерийскую разведку, уничтожая дзоты противника. 1-я батарея (командир ст. лейтенант С. Ф. Петриков) — разрушила два дзота, 2-я батарея командир лейтенант И. Л. Яршевский) — разрушила один дзот, 3-я батарея (командир лейтенант Чистяков) — разрушила два дзота. 265-я стрелковая дивизия действовала из района Гайтолово в направлении на Мгу.
18 января войска Ленинградского и Волховского фронтов встретились около Рабочего посёлка № 5 (ныне урочище). В тот же день был освобожден и Шлиссельбург.
27 января 1943 года немецкая артиллерия вела методический огонь по боевым порядкам полка в течение суток, в результате которых полк понёс потери.
9 февраля 1943 года 1097 пушечный артиллерийский полк прибыл в район Зенино Мгинского района. По приказу командующего артиллерией 54-й армии полк поступил в распоряжение начальника артиллерии 281-й стрелковой дивизии. 281-я сд при поддержке 124-й танковой бригады с 10 февраля 1943 года наступает в ходе частной Смердынской операции, ведёт наступление из района южнее Виняголово. Небольшие успехи были достигнуты, однако немецкие 96-я, 121-я и 132-я пехотные дивизии восстановили положение, выйти в тыл Синявинской группировки противника не удалось.
Частям Красной Армии предстояло главный удар нанести в направлении Васькины Нивы, Шапки, с целью выхода в тыл Синявинской группировки противника. Ближайшая задача: разбить противостоящего противника в районе: Макарьевская Пустынь, Смердыня, Кородыня, выйти на рубеж: Костово, Бородулино, перерезать шоссе и ж.д. в районе Любань".
10 февраля 1943 года полк вел перестрелку и огонь согласно плану. 4-я батарея разрушила два дзота и пулемётное гнездо, 5-я и 6-я батареи разрушили по одному дзоту.
11 февраля 1943 года в 10.00 ч началась артиллерийская и авиационная обработка переднего края и ближних тылов противника, которая длилась до 11.15 ч.
До 17 января длились затяжные ожесточенные бои. 18 января 136-я стрелковая дивизия, преследуя противника, ворвалась в Рабочий посёлок № 5. Немного позже в этот же день был освобождён Шлиссельбург. Таким образом, блокада Ленинграда была прорвана
Несмотря на то что город оставался осажденным еще год, с прорывом блокады значительно улучшилась обстановка на всем Ленинградском фронте. Противник продолжал ожесточённые бомбежки и артобстрелы, но в результате наступательной операции «Искра» инициатива в боевых действиях полностью перешла к советским войскам. По южному берегу Ладожского озера за 17 дней было проложено 33 километра железной дороги, что позволило значительно улучшить снабжение Ленинграда продовольствием.
В составе Волховского и Ленинградского фронтов 1097-й пушечный артиллерийский полк воевал во 2-й ударной, 8-й, 5-й, 4-й армиях, участвовал в прорыве и полном снятии блокады Ленинграда.

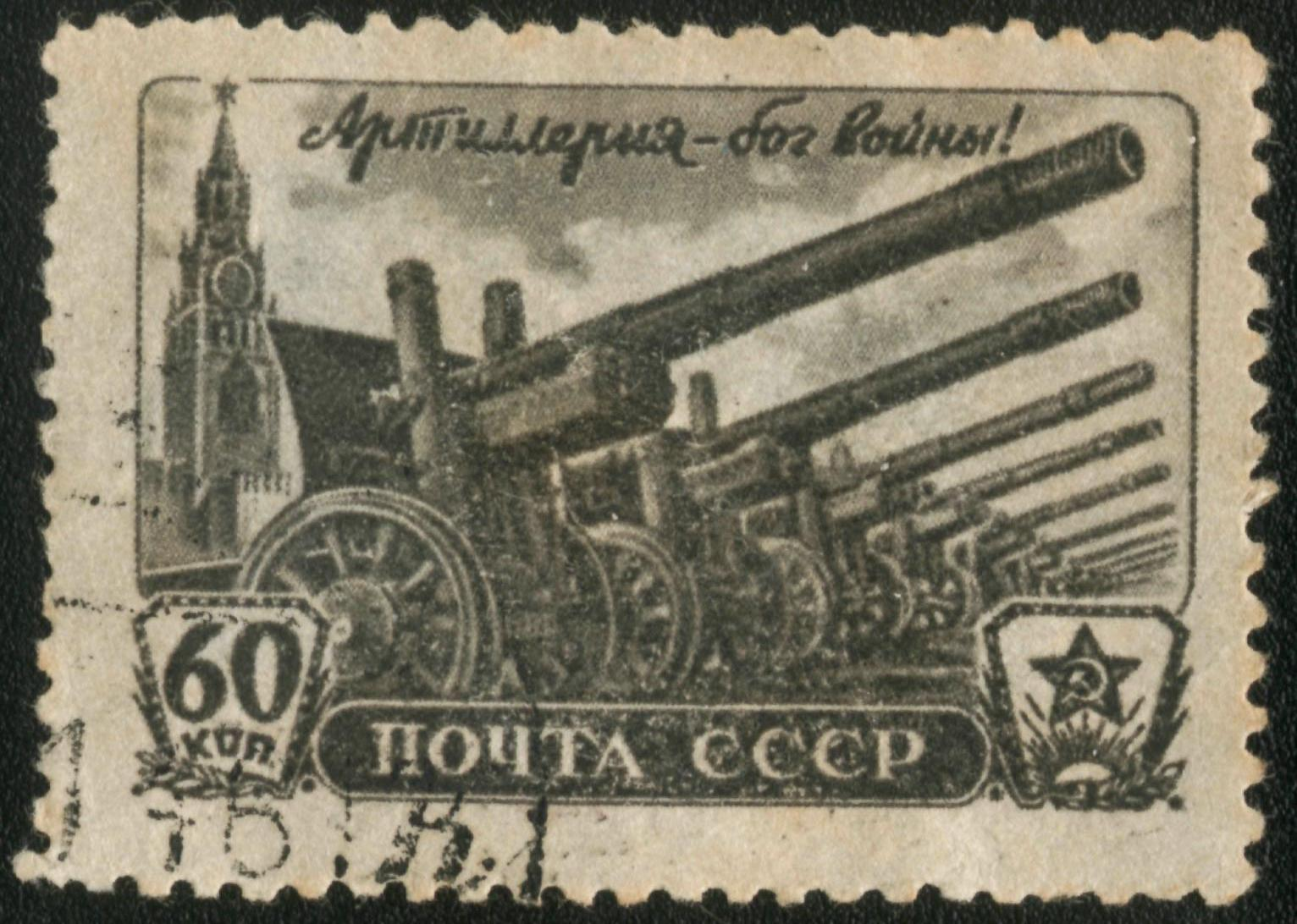
Марка почты СССР. 19 ноября — День артиллериста

Весь личный состав полка был награжден медалью «За оборону Ленинграда».
Приказом командира полка за № 011-н от 1 января 1944 года за успешное выполнение специального задания командующего артиллерией 111-го стрелкового корпуса по разрушению трёхамбразурного дзота противника в районе рощи «Чайка» весь личный состав одного из орудийных расчётов был награждён медалями «За отвагу» и «За боевые заслуги».
Приказом № 033-н от 20 марта 1944 года командующего артиллерией 2-й Ударной армии за образцовое выполнение заданий командования и проявленные при этом доблесть и мужество командир батареи 1097-го пушечного артиллерийского полка Изотов Алексей Ефремович был награжден орденом Александра Невского, орденом Отечественной войны I-й степени — командир батареи Ярошевский Иван Андреевич, орденом Отечественной войны II-й степени Безуглый Пётр Иванович, Подольский Леонтий Петрович, орденом Красной Звезды ком.вз.упр. Аленченко Михаил Авксентьевич, ком.огневого вз. Блинов Георгий Иванович и др.
Всего в полку награждено 200 человек.
8 января 1944 года полк получил боевое знамя и грамоту Верховного Совета.
В январе 1944 года 1097-й пап поддерживал 44-ю стрелковую дивизию 54-й армии в районе Чудово Октябрьской железной дороги.
С 5 марта полк выполнял боевые задания на Нарвском участке фронта.
За весь период боевых действий 1097-м пап было уничтожено: 14 орудий и артиллерийских батарей, 2 шестиствольных миномёта, до 2000 солдат и офицеров противника. Было подавлено 78 артиллерийских батарей, полк разрушил 56 дзотов и инженерных укреплений, взорвал два склада противника.
С 9 июня 1944 года в соответствии с директивой Генерального штаба орг/2/470 от 21 мая 1944 года, полк был обращен на формирование 161-й армейской пушечно-артиллерийской Гатчинской дважды Краснознамённой бригады.

## Командование
Командир
майор Быченко Авксентий Степанович (1942)
Начальник штаба
майор Е.Овдиенко (1943)
майор Холедков (1944)

## Подчинение
на 01.04.1942 1097 пушечный артиллерийский полк — на формировании и укомплектовании / Южно-Уральский военный округ
на 01.05.1942 1097 пушечный артиллерийский полк / Южно-Уральский военный округ
на 01.08.1942 1097 пушечный артиллерийский полк / Московская зона обороны
на 01.01.1943 1097 пушечный артиллерийский полк / Московская зона обороны
на 01.02.1943 1097 пушечный артиллерийский полк / 8 армия / Волховский фронт
на 01.03.1943 1097 пушечный артиллерийский полк / 52 армия / Волховский фронт
на 01.04.1943 1097 пушечный артиллерийский полк / 4 армия / Волховский фронт
на 01.07.1943 1097 пушечный артиллерийский полк / 4 армия / Волховский фронт
на 01.08.1943 1097 пушечный артиллерийский полк / 8 армия / Волховский фронт
на 01.09.1943 1097 пушечный артиллерийский полк / 4 армия / Волховский фронт
на 01.11.1943 1097 пушечный артиллерийский полк / 4 армия / Волховский фронт
на 01.12.1943 1097 пушечный артиллерийский полк / 54 армия / Волховский фронт
на 01.03.1944 1097 пушечный артиллерийский полк / 54 армия / Ленинградский фронт
на 01.04.1944 1097 пушечный артиллерийский полк / 2 ударная армия / Ленинградский фронт
на 01.05.1944 1097 пушечный артиллерийский полк / 2 ударная армия / Ленинградский фронт